# 超凡的合租屋物语“Charisma”
超凡的合租屋物语「Charisma」（超人的シェアハウスストーリー「カリスマ」，又称“卡里斯马”）是日本國王唱片公司的子厂牌EVIL LINE RECORDS与Dazed CO.,LTD.联手推出的二次元角色企划，在Youtube等平台发布歌曲、广播剧等内容。

## 活动
2021年8月7日，官方X账号宣布企划将于当年秋季开始，并发布了预告影像。
2021年9月8日，主视觉图、官方网站以及第二弹预告影像公开。
2021年10月4日，官方YouTube频道开始连载广播剧，每周一、四正午更新，以2022年8月4日更新的第74话宣告第一季完结。
2023年4月6日，第二季开播。2024年2月15日播出第107话，宣告第二季完结。
由七位角色共同演唱，以“七位Charisma”（「七人のカリスマ」）的名义所发布的歌曲及MV在Youtube、Spotify等影音串流平台上均有上传。歌曲多采样、改编自世界各国民歌或童谣，因朗朗上口的旋律以及超现实的歌词和MV在社交媒体上引起了话题和关注。首支歌曲《十分非常Charisma》（「めちゃめちゃカリスマ」）的MV于2021年9月21日发布，截至2025年一月，观看量已突破五百五十万。

## 角色
伊藤二三八（伊藤 ふみや；いとう ふみや）
配音：小野友树
代表善恶的Charisma。印象色为橘色。是Charisma House中最年轻的住户，也是将其他Charisma聚集在合租屋的人。个性神秘，令人捉摸不定。官方介绍为“介于善与恶之间的危险人物”。第一人称为“俺”。
年龄：19岁 / 生日：4月28日 / 血型：B型 / 身高：175 cm / 体重：68 kg / 房间号：206

草薙理解（草薙 理解；くさなぎ りかい）
配音：山中真寻
代表秩序的Charisma。印象色为灰色。密切关注着其他住户的一举一动，对于自身行为的正确性抱有绝对的自信。曾經幫寵物取名為「正義」和「道徳」。第一人称包括“我”（「私」）、“理解哥哥”、“理解”。
年龄：25岁 / 生日：2月11日 / 血型：B型 / 身高：178 cm / 体重：60 kg / 房间号：101

本桥依央利（本橋 依央利；もとはし いおり）
配音：福原克己
代表服从的Charisma。印象色为绿色。官方介绍为“从做饭、清洗到扫除，将家务全盘包揽，时刻待命”。与其他住户们签订了自己会无条件服从他人的奴隶契约。第一人称为“我”（「僕」）、“奴才”（「奴隷」）。
年龄：23岁 / 生日：10月9日 / 血型：B型 / 身高：169 cm / 体重：53 kg / 房间号：103

猿川慧（猿川 慧；さるかわ けい）
配音：細田健太
代表反抗的Charisma。印象色为粉色。讨厌来自他人的命令和指手画脚，抗议、拒绝其他人说的任何事情，但这一特性也常被他人利用。第一人称为“俺”。
年龄：22岁 / 誕日：5月31日 / 血型：O型 / 身高：166 cm / 体重：53 kg / 房间号：104

湊大瀬（湊 大瀬；みなと おおせ）
配音：日向朔公
代表自责的Charisma。印象色为浅蓝色。官方介绍为“对自己的评价等同于垃圾，过着与社会隔绝的生活”，个性消极，自尊极低，一有机会就尝试自杀。不怎么出房间，有时头上戴着塑料袋。艺术感很强，会自己画画、做饰品，手艺精湛。在房间里养了一只蜥蜴，在逃跑时也會带著牠。第一人称为“我”（「僕」）、“我自己”、“クソ吉”。
年龄：21岁 / 生日：6月14日注：起初生日不明、广播剧第40话「采访 大瀬」中提及。 / 血液型：A型 / 身長：169 cm / 体重：57 kg / 房间号：203

Terra（テラ）
配音：大河元气
代表自爱的Charisma。印象色为黄色。官方介绍为“因为太喜欢自己，有时会被自己耀眼的身姿迷住，无法动弹”。时刻以自己为最优先，但对于慧的经历和大瀬的才能也有着温柔的一面。第一人称为“我”（「僕」）、“Terra君”（「テラくん」）。
年龄：不明 / 生日：8月13日 / 血液型：AB型 / 身高：177 cm / 体重：不明 / 房间号：201

天堂天彦（天堂 天彦；てんどう あまひこ）
配音：橋詰知久
代表性的Charisma。印象色为紫色。自称“世界性感大使（World Sexy Ambassador）”/“WSA”，官方介绍为“将肉体奉为艺术追求的孤高探求者”。Charisma House中最年长的住户。擅长钢管舞。第一人称为“我”（「僕」或「私」）、「天彦」。
年龄：30岁 / 生日：12月6日 / 血型：B型 / 身高：185 cm / 体重：72 kg / 房间号：204

中神總右衛門（中神 総右衛門；なかがみ そうえもん）
配音：立花慎之介
來自國防部特殊機構的博士。為了尋找能夠解決資源問題的新能源，盯上了擁有「Charisma」能量的合租屋居民，並對他們展開了追捕。曾宣稱自己是箱推。

虎姫柊（虎姫 柊；とらひめ しゅう）
配音：大野智敬
中神博士身旁的助手，相當仰慕他。
生日：1月19日

## 作品

### 專輯
| 序號 | 發售日        | 名稱                                      | 編號      | 備註 |
| ---- | ------------- | ----------------------------------------- | --------- | ---- |
| 1st  | 2022年9月21日 | Charisma World（カリスマ ワールド）       | KICA-3297 |      |
| 2nd  | 2024年4月24日 | Charisma Jamboree（カリスマジャンボリー） | KICA-3305 |      |